# Transformers One
Transformers One (Transformers Uno en Hispanoamérica) es una película animada de acción y ciencia ficción estadounidense basada en la línea de juguetes Transformers de Hasbro. La película está dirigida por Josh Cooley y escrita por Andrew Barrer, Gabriel Ferrari, Steve Desmond y Michael Sherman. El elenco de voces incluye a Chris Hemsworth, Brian Tyree Henry, Scarlett Johansson, Keegan-Michael Key, Steve Buscemi, Laurence Fishburne y Jon Hamm.  Es la octava entrega de la serie de películas de Transformers y la primera película animada de la franquicia desde The Transformers: The Movie (1986), sin incluir películas menores como Transformers Prime: Predacons Rising. La película se anunció en agosto de 2017 y, en abril de 2020, Cooley había sido contratado para dirigirla. Los servicios de animación corrieron a cargo de Industrial Light & Magic y la banda sonora estuvo a cargo de Brian Tyler.
Transformers One se estrenó en Sídney, Australia, el 11 de septiembre de 2024 y fue estrenada por Paramount Pictures en Estados Unidos el 20 de septiembre. La película recibió críticas en gran medida positivas de los críticos, quienes elogiaron la historia, el humor, las secuencias de acción, la animación y las actuaciones de voz, pero obtuvo un rendimiento inferior en taquilla con 129 millones de dólares.

## Premisa
Descrita como una historia de origen ambientada en el planeta Cybertron centrada en la historia de la raza Transformers y la relación entre dos trabajadores cybertronianos llamados Orion Pax y D-16 mientras pasan de ser hermanos de armas a archienemigos como el líder Autobot Optimus Prime y el líder Decepticon Megatron.

## Argumento
Hace mucho tiempo, Primus creó a los primeros trece Primes, un grupo de guerreros de élite, y se convirtió en el planeta Cybertron. Los Primes perecieron en una guerra con una especie alienígena conocida como los Quintessons, lo que provocó la pérdida del artefacto místico conocido como la Matriz del Liderazgo. Sin la Matriz, el Energon de Cybertron se ha secado, lo que obliga a los Cybertronianos a extraer depósitos en las profundidades de la superficie para sobrevivir. Mientras tanto, Sentinel Prime, el jefe de Cybertron y líder de Iacon, continúa luchando contra los Quintessons y tratando de recuperar la Matriz del Liderazgo, pero sin éxito.
En Lacon, un robot minero llamado Orion Pax entra ilegalmente en un edificio de archivos donde ve una grabación sobre la creación de Cybertron. Sin embargo, el video se interrumpe cuando Orion se enfrenta a un grupo de guardias de seguridad. El amigo de Orion, D-16, lo salva cuando engaña a los guardias y regresan a las minas (ya que los robots que no tienen engranajes para transformarse se ven obligados a trabajar). Los materiales que extraen, Energon, reaccionan de repente de manera inestable y explotan, lo que provoca un derrumbe que atrapa a un minero llamado Jazz. A pesar de que la jefa minera Elita-1 ordena a Orion y D-16 que evacuen, se quedan para ayudar a Jazz, pero  dado que el incidente ocurrió bajo la vigilancia de Elita, es inculpada y despedida por el autoritario supervisor Darkwing.
Sentinel Prime regresa a Lacon, informando que su expedición actual ha sido infructuosa, pero ordena a los robots que suspendan todo el trabajo de minería para la carrera Iacon 5000. Queriendo demostrar que son más que mineros, Orion y D-16 ingresan en secreto a la carrera, pero pierden a pesar de sus esfuerzos. Sin embargo, Sentinel se interesa y, en lugar de castigarlos, hace que un guardia de seguridad les dé un nuevo puesto en su torre. Desafortunadamente, el guardia enviado no fue ningún otro que Darkwing, quien furioso y harto de Orion y D-16, los envía por despecho a un área de fundición, donde se encuentran con B-127. Luego, los tres descubren un chip en la basura con un mensaje de socorro de Alpha Trion, uno de los Primes, que revela las coordenadas de su ubicación en la superficie del planeta.
Los robots deciden utilizar un tren que los lleva a la superficie de Cybertron, pero sin darse cuenta, arrastran a Elita con ellos cuando se revela que ha sido reasignada a tareas de manejo de depósitos. Cuando un terremoto descarrila el tren, los robots se ven obligados a encontrar a Alpha Trion a pie, y Elita se une a su búsqueda a regañadientes. Finalmente, localizan a Alpha y a los cadáveres de los Primes en una cueva en algún lugar del desierto justo cuando una nave de los Quintessons entra al planeta. Después de reactivarlo con Energon, Alpha les revela a la pandilla la terrible verdad: Sentinel es en realidad un fraude y usurpador, ya que era sólo el principal asistente de los Primes y que ellos intentaron proteger su planeta de los invasores Quintessons, pero Sentinel terminó traicionándolos y asesinándolos debido a que se sentía celoso de su fama y también para tomar la Matriz de Liderazgo para sí mismo, la cual se desmoronó en polvo debido a que Primus vio lo corrupto que es Sentinel. Desde entonces, Sentinel ha obligado a los robots que no tienen engranajes a extraer Energon para dárselo a los Quintessons, quienes hicieron un trato con Sentinel a cambio de dejarlo gobernar Cybertron.
Una discusión entre Orion y D-16 desilusionados hace que Alpha explique que Sentinel les quitó los engranajes que les permiten transformarse, ya que todos los robots nacieron con engranajes. Luego, Alpha le da al equipo los engranajes de los Primes caídos para que puedan transformarse en vehículos. El grupo se va cuando Sentinel y sus subordinados los localizan en la cueva, mientras que Alpha se queda atrás para enfrentarse a ellos hasta ser capturado y luego asesinado por Sentinel. El equipo está dispuesto a exponer la corrupción de Sentinel usando el chip que les dio Alpha, pero D-16, todavía sintiéndose amargado, cree que él debería matar a Sentinel como castigo, solo para que Orion lo anule. La pandilla luego es secuestrada por una banda de robots clandestinos llamada la Guardia de Élite, que trabajaba para los Primes. Su líder, Starscream, explica que fueron testigos de la traición de Sentinel hace mucho tiempo y que han estado tratando de vengarse desde entonces mientras se esconden. Al principio se niegan a ayudar al equipo, pero D-16 vence a Starscream en una pelea y se convierte en el nuevo líder de la Guardia de Élite, y Orion se preocupa por la creciente agresión de su amigo desde que se enteró de la verdad. Sin embargo, Sentinel y sus guardias aparecen para arrestarlos a todos. Se desata una pelea, que pronto termina con Orion y Elita cayendo inconscientes mientras son enterrados bajo algunos escombros y, en el proceso, el chip se destruye mientras que D-16, Starscream y B-127 son capturados junto con la mitad de la Guardia de Élite.
Una vez que Orion recupera la conciencia y descubre lo que sucedió, está a punto de perder la esperanza antes de que Elita le diga que fue su esperanza de una vida mejor lo que lo impulsó a esta aventura. Motivados, Orion y Elita reúnen al resto de los miembros de la Guardia de Élite que no fueron capturados para exponer a Sentinel. Mientras tanto, D-16 se entera de que Sentinel tomó el engranaje de su ídolo, Megatronus Prime, lo que resulta en que Sentinel se burle de él marcado con su símbolo como tortura. Orion llega al rescate de D-16 y lidera una rebelión con la ayuda de los mineros al contarles sobre la corrupción, lo que los inspira a rebelarse contra Sentinel. Después de una larga batalla y de reunirse con su equipo, Orion decide usar la memoria de uno de los subordinados de Sentinel, Arachnid, para revelar su maldad a todo Iacon. Elita obtiene la memoria después de luchar contra Arachnid, y Orion la usa para finalmente exponer los crímenes de Sentinel, lo que provoca una protesta pública en su contra. D-16, que todavía quiere venganza, intenta asesinar a Sentinel a sangre fría, pero Orion intenta intervenir sólo para ser alcanzado por el cañón principal de D-16, dejándolo gravemente herido. Al principio, arrepentido, D-16 intenta salvar a Orion de caerse de un precipicio, pero su ira finalmente se apodera por completo de él, resultando en que repudie a Orion como amigo y lo deje caer en el núcleo de Cybertron para morir.
Luego, después de que D-16, enfurecido, mate a Sentinel arrancándolo a la mitad, anuncia su nuevo gobierno sobre Cybertron después de tomar el engranaje de Megatronus dentro de Sentinel, rebautizándose como Megatron, antes de empezar a destruir todo lo que Sentinel ha construido y ser enfrentado por Elita y B-127. Sin embargo, Orion termina cayendo en el Corazón de Primus, donde es revivido por Primus y los espíritus de los Primes, dándole la Matriz de Liderazgo y convirtiéndolo en Optimus Prime. Optimus regresa a Iacon, donde detiene la destrucción de Megatron e intenta apelarlo a su mejor naturaleza. Megatron no escucha y se produce una pelea entre los antiguos amigos, donde Optimus gana al destruirle los cañones a Megatron antes de desterrarlo a él y a la Guardia de Élite de Iacon por sus crímenes de guerra. A regañadientes, Megatron obedece, pero jura vengarse ante Optimus, y él y la Guardia de Élite abandonan Iacon para regresar a su ubicación oculta en el desierto de la superficie. Después de recordar el día en que Orion y D-16 se conocieron, Optimus ahora como el nuevo líder de Cybertron, teniendo la Matriz en sus manos, restaura los engranajes a los mineros, abole el sistema social anterior y hace que el Energon fluya nuevamente en Cybertron. Optimus bautiza a sus seguidores como los Autobots y envía un mensaje advirtiendo a los Quintessons que se mantengan alejados.
En una escena poscréditos, Megatron ha reparado sus cañones y ha rebautizado a la Guardia de Élite como los Decepticons, quienes anuncian buscar tomar el control de Cybertron antes de declararles la guerra a los Autobots.

## Elenco de voces
- Chris Hemsworth como Orion Pax / Optimus Prime: Un minero y eventual líder de los Autobots que se transforma en un camión cybertroniano.[6][7]
- Brian Tyree Henry como D-16 / Megatron: Un minero, el eventual líder de los Decepticons y el mejor amigo de Orión convertido en su némesis, se transforma en un tanque cybertroniano plateado.[6][8]
- Scarlett Johansson como Elita-1: Una minera y eventual Autobot que se transforma en una motocicleta cybertroniana.[6]
- Keegan-Michael Key como B-127 / Bumblebee: Un minero degradado y eventual explorador Autobot que se transforma en un automóvil cybertroniano amarillo.[6]
- Steve Buscemi como Starscream: El líder de la Alta Guardia Cybertroniana y un eventual Decepticon que se transforma en un jet Cybertroniano.[9]
- Jon Hamm como Sentinel Prime: El gobernante de Cybertron que trabaja en secreto para los Quintessons.[6]
- Laurence Fishburne como Alpha Trion: Un antiguo sabio, el único de los 13 Primes que sobrevivió a  una emboscada mortal, que se transforma en una bestia robótica y es el guardián de los engranajes de los antiguos Primes.[6]
- Evan Michael Lee como Jazz: Un minero y eventual Autobot.
- Isaac C. Singleton Jr. como Darkwing: Un supervisor de minería cybertroniano que es uno de los subordinados de Sentinel.
- Jon Bailey como Soundwave: El oficial de comunicaciones de la Alta Guardia Cybertroniana y un eventual Decepticon. Bailey repite su papel de la película de 2018 Bumblebee.
- Jason Konopisos-Alvarez como Shockwave: Un miembro tuerto de la Alta Guardia Cybertroniana y un eventual Decepticon con un blaster en su mano izquierda.
- Vanessa Liguori como Airachnid: Una consigliere con temática de araña de Sentinel Prime que se transforma en un jet VTOL cybertroniano.
- Jinny Chung como Arcee, una minera y eventual Autobot.

Otros miembros del reparto de la película incluyen a James Remar, quien previamente prestó su voz a Sideswipe en Transformers: Dark of the Moon (2011), como Zeta Prime, un miembro de los Trece Primes; y Chromia, una corredora del Iacon-5000; el director de la película, Josh Cooley, como Skywarp, un buscador de la Guardia de Élite Cybertroniana; Dillion Bryan como un corredor herido; y el veterano de la franquicia Steve Blum como el locutor del Iacon-5000.

## Producción

### Desarrollo
En marzo de 2015, tras el lanzamiento de Transformers: la era de la extinción (2014), Paramount Pictures encargó a Akiva Goldsman, quien luego se desempeñaría como coguionista de Transformers: el último caballero (2017), trabajar con el director de la franquicia cinematográfica Michael Bay, el productor ejecutivo Steven Spielberg y el productor Lorenzo di Bonaventura, en la creación de una "sala de escritores" para crear ideas para posibles futuras películas de la franquicia Transformers. En mayo, Andrew Barrer y Gabriel Ferrari se habían sumado a la sala de escritores. Según Deadline Hollywood, una de las ideas que surgieron de allí tenía el título provisional de "Transformers One", y serviría como una precuela animada centrada en el conflicto Autobot-Decepticon que comenzó en Cybertron.
En agosto de 2017, se informó que se estaba trabajando oficialmente en una película animada de Transformers. Tras el lanzamiento de Bumblebee (2018), di Bonaventura habló sobre la película animada, aclarando que estaba "en proceso" y "contaría toda la mitología de Cybertron", asegurando que los fanáticos de la franquicia disfrutarían la película.
En abril de 2020, se informó que Josh Cooley había sido contratado para dirigir la película y estaba supervisando el guion de Barrer y Ferrari. Hasbro Entertainment y Paramount Animation producirían la película. En febrero de 2022 se dio a conocer que la película estaría animada por computadora. En abril de 2023, en CinemaCon, el título se confirmó oficialmente como Transformers One. di Bonaventura afirmó que la trama se centrará en los orígenes de los Transformers y explorará los eventos que llevaron a Optimus y Megatron a pasar de ser hermanos de armas a convertirse en enemigos. El productor también afirmó que fue concebido para que Transformers One se convierta en una trilogía de películas animadas. En junio, confirmó que la historia estaba planeada para progresar en tres películas, detallando la progresión de los personajes en su representación en la saga de películas de acción real. El productor explicó que la representación de Hemsworth se convertirá en el líder representado en las entregas anteriores, afirmando que la transición de la voz de Hemsworth a la de Peter Cullen tendrá sentido dentro de la historia. En junio, se reveló que Steve Desmond sería el escritor de la película.

### Guion
Cuando Cooley se unió al proyecto por primera vez, Hasbro le dio una biblia que cubría la historia de toda la franquicia. Los acontecimientos de la película se desarrollan 3 mil millones de años antes de los de la película de acción real. Cooley quería capturar una "calidad épica" y una gran escala para la película y utilizó la película animada de 1986 The Transformers: The Movie y la novela Dune de 1965 como puntos de referencia. Como no hay personajes humanos en Transformers One como en películas anteriores de la franquicia, Cooley y el equipo intentaron "inyectar más comedia y humanidad" en los propios Transformers. Querían asegurarse de que los personajes tuvieran suficiente humor y emoción para llevar la historia por sí mismos. La película muestra cómo los Transformers adquirieron la capacidad de transformarse, una idea que Cooley encontró atractiva. Sintió que era divertido ver a los personajes aprender y adaptarse a sus nuevos poderes.
La relación entre Optimus Prime y Megatron y la tragedia de su pelea es el núcleo emocional de la película. Para Cooley, era importante demostrar que Megatron no era sólo un villano. Quería que personas que no tenían conocimiento de Transformers entraran en la película y no pudieran darse cuenta de inmediato quién iba a ser bueno o malo. Al crear el arco, se inspiró en varias historias famosas de hermanos convertidos en enemigos de la cultura pop, como los personajes de Marvel Comics Profesor X y Magneto, Spartacus (1960), Ben-Hur (1959) y Los diez mandamientos (1956). Como referencia a su historia de origen anterior, la película originalmente incluía una escena que mostraba a Megatron como gladiador, para que él y Optimus Prime tuvieran orígenes completamente diferentes. Debido a las limitaciones de tiempo de ejecución, esa idea se descartó y, en su lugar, ambos fueron convertidos en compañeros de trabajo en las minas.

### Elenco
El elenco de voces de la película se anunció en CinemaCon en abril de 2023, compuesto por Chris Hemsworth y Brian Tyree Henry como versiones más jóvenes de Optimus Prime y Megatron respectivamente, junto con Scarlett Johansson, Keegan-Michael Key, Jon Hamm y Laurence Fishburne.
Transformers One marca el primer largometraje animado de Hemsworth. El actor se había sumado al proyecto tras quedar impresionado con el guion. Hemsworth se esforzó por no utilizar su voz habitual para Optimus Prime.Muchas de las líneas de Hemsworth en la película fueron "copias" de lo que escribieron los realizadores, aportándoles su carisma y comedia.  Desde el punto de vista de un fan, di Bonaventura sintió importante respetar la actuación de Cullen sin traerlo de regreso para garantizar que la audiencia sintiera la juventud de Prime, lo que llevó al casting de Hemsworth, quien sorprendió a di Bonaventura con su "muy fuerte sentido de la historia". Por el contrario, Key, a petición de Cooley, se mantuvo más cerca de su voz habitual para Bumblebee.
El deseo de Cooley de recordar la versión más habladora de Bumblebee que se ve en otros medios de Transformers influyó en el casting de Key, con quien había trabajado antes cuando dirigió Toy Story 4 de Pixar (2019). Cooley solicitó que Key se mantuviera cerca de su voz habitual para Bumblebee. Hemsworth se acercó a Johansson para darle voz a Elita, quien le envió un mensaje de texto al principio de la producción al unirse al proyecto, habiendo trabajado previamente juntos en varias películas de Marvel Cinematic Universe (MCU), a lo que Johansson aceptó debido a que el proyecto se sentía divertido.

### Animación y diseño
Industrial Light & Magic, que había proporcionado los efectos visuales para las entregas anteriores de Transformers de acción en vivo, regresó para proporcionar la animación de la película. La película estaba en postproducción en febrero de 2024.Cooley dirigió el estudio para crear un estilo visual para la película que fuera lo suficientemente realista como para ser creíble y al mismo tiempo pareciera haber sido creado por manos humanas.
Los diseños de los Transformers estuvieron fuertemente influenciados por los de la Generación 1. Cooley dijo: "Son muy claros y tienen estas siluetas geniales. Era importante lograr eso". El equipo comenzó observando el trabajo del diseñador de personajes original de Transformers, Floro Dery. El Art Decó fue una gran influencia en la producción de la película y el diseño de personajes, y Cooley describió el estilo como algo que gira en torno a la posdepresión. Sintió que era relevante para la película, ya que tiene lugar antes de que el planeta Cybertron se desmorone y mientras las cosas siguen yendo bien. Para que los Transformers se sintieran más humanos y para que el público se conectara mejor, el equipo de ILM recibió instrucciones de hacerlos más emotivos con sus rostros y la animación de los personajes. Las medidas aplicadas para garantizar esto incluyeron asegurarse de que sus rostros no estuvieran cubiertos todo el tiempo y hacer que sus ojos fueran más expresivos. Cooley sintió que un gran sentido de escala era esencial para la marca Transformers. Como no hay humanos en la película que se puedan usar como referencia de escala, el equipo miró a Cybertron en su lugar y apuntó a que pareciera más grande que la vida.

### Música
En mayo de 2024, se anunció que Brian Tyler, quien compuso la banda sonora de la serie animada Transformers: Prime (2010–2013), componería la banda sonora de Transformers One. Quavo se reunió con Ty Dolla Sign en una canción original para la película titulada "If I Fall", escrita por Tyler y lanzada como sencillo el 6 de septiembre de 2024.

## Estreno
Transformers One se proyectó como un trabajo en progreso en el Festival Internacional de Cine de Animación de Annecy el 10 de junio de 2024 y se estrenó en los cines en los Estados Unidos el 20 de septiembre de 2024 por Paramount Pictures. Anteriormente estaba programada para estrenarse el 19 de julio de 2024, pero inicialmente se retrasó hasta el 13 de septiembre y se trasladó al 20 de septiembre, para evitar la competencia con Beetlejuice Beetlejuice.

### Marketing
El primer tráiler de Transformers One se lanzó en línea el 18 de abril de 2024. Presentaba una introducción personalizada de Hemsworth y Henry e incorporaba la canción "Start Me Up" de los Rolling Stones. Hizo su debut a través de una nave espacial lanzada a 125.000 pies sobre la Tierra. Brian Welk de IndieWire consideró que la película parecía atractiva tanto para el público más joven como para los fanáticos de Transformers desde hace mucho tiempo. Alex Billington de FirstShowing.net encontró divertido el tráiler y consideró que la película era prometedora, aunque opinó que parecía estar más orientada a un público más joven que las películas anteriores de Transformers. Eric Diaz de Nerdist comentó que la incorporación de "Start Me Up" le dio a la película "una vibra muy de DreamWorks Animation de la década de 2000". Un segundo tráiler debutó en la San Diego Comic-Con el 25 de julio de 2024. Nick Bythrow de Screen Rant señaló que el tráiler dio una muestra del aspecto trágico de la historia de la película, así como una mirada más cercana al personaje Starscream. Michael McWhertor de Polygon destacó la comedia, las actuaciones y la química del elenco de voces como aspectos destacados del tráiler.

## Recepción

### Taquilla
A fecha del 30 de noviembre de 2024, Transformers One ha recaudado 59,0 millones de dólares en Estados Unidos y Canadá, y 70,3 millones en otros territorios, lo que supone un total mundial de 129,4 millones de dólares.
En Estados Unidos y Canadá, Transformers One se estrenó junto con The Substance y Never Let Go, y se proyectó que recaudaría entre 30 y 40 millones de dólares en 3.978 salas de cine en su primer fin de semana. La película recaudó 9,6 millones de dólares en su primer día, incluidos 3,4 millones de dólares de los preestrenos del miércoles y jueves por la noche. Luego debutó con 24,6 millones de dólares, quedando en segundo lugar detrás de Beetlejuice Beetlejuice, que aún se conserva. La recaudación del primer fin de semana se consideró decepcionante, pero había optimismo de que a la película le iría bien con el tiempo y su segundo fin de semana la película logro 9 millones de dólares con una caída de 62% durante el estreno de su competencia animada Robot salvaje.

## Futuro
En abril de 2023, Lorenzo di Bonaventura declaró que existe una discusión para que Transformers One se convierta en una trilogía de películas. En junio, confirmó que la historia está planeada para progresar en tres películas, detallando la progresión de los personajes en su representación en la serie de películas de acción real. El productor explicó que la representación de Chris Hemsworth de Optimus Prime se convertirá en el líder representado en las entregas anteriores, afirmando que la transición de la voz de Hemsworth a la de Peter Cullen tendrá sentido dentro de la historia. en junio de 2025, en la BotCon de ese año, el director Josh Cooley confirmó que Paramount no tiene planes para hacer una futura secuela, posiblemente debido al fracaso en taquilla de la película.

## Premios y nominaciones
| Año  | Premio              | Categoría                                    | Nominado                                  | Resultado | Referencia |
| ---- | ------------------- | -------------------------------------------- | ----------------------------------------- | --------- | ---------- |
| 2025 | Kids' Choice Awards | Película animada favorita                    | Transformers One                          | Nominada  | [ 27 ]     |
| 2025 | Kids' Choice Awards | Voz masculina favorita para película animada | Chris Hemsworth por su papel de Orion Pax | Nominado  | [ 27 ]     |